# جيمس كونينغهام (مقدم تلفزيوني)
جيمس كونينغهام هو مقدم تلفزيوني كندي، ولد في عقد 1970 في تورونتو في كندا.

## وصلات خارجية
- الموقع الرسمي